# Viqueque (municipalité)
Pour la ville, voir Viqueque.
Viqueque est une municipalité du Timor oriental.

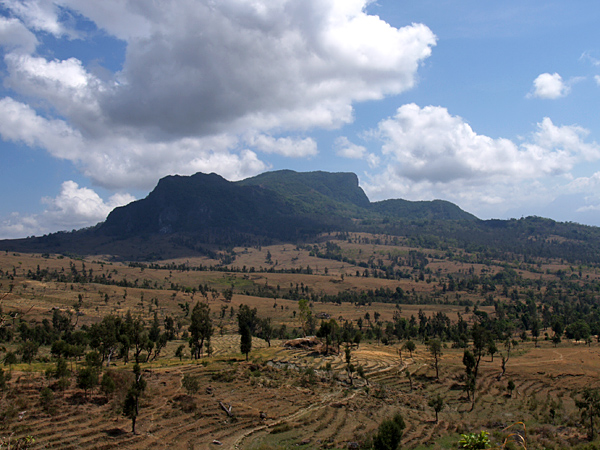
Rizières à Viqueque

Il est divisé en 5 postes administratifs :

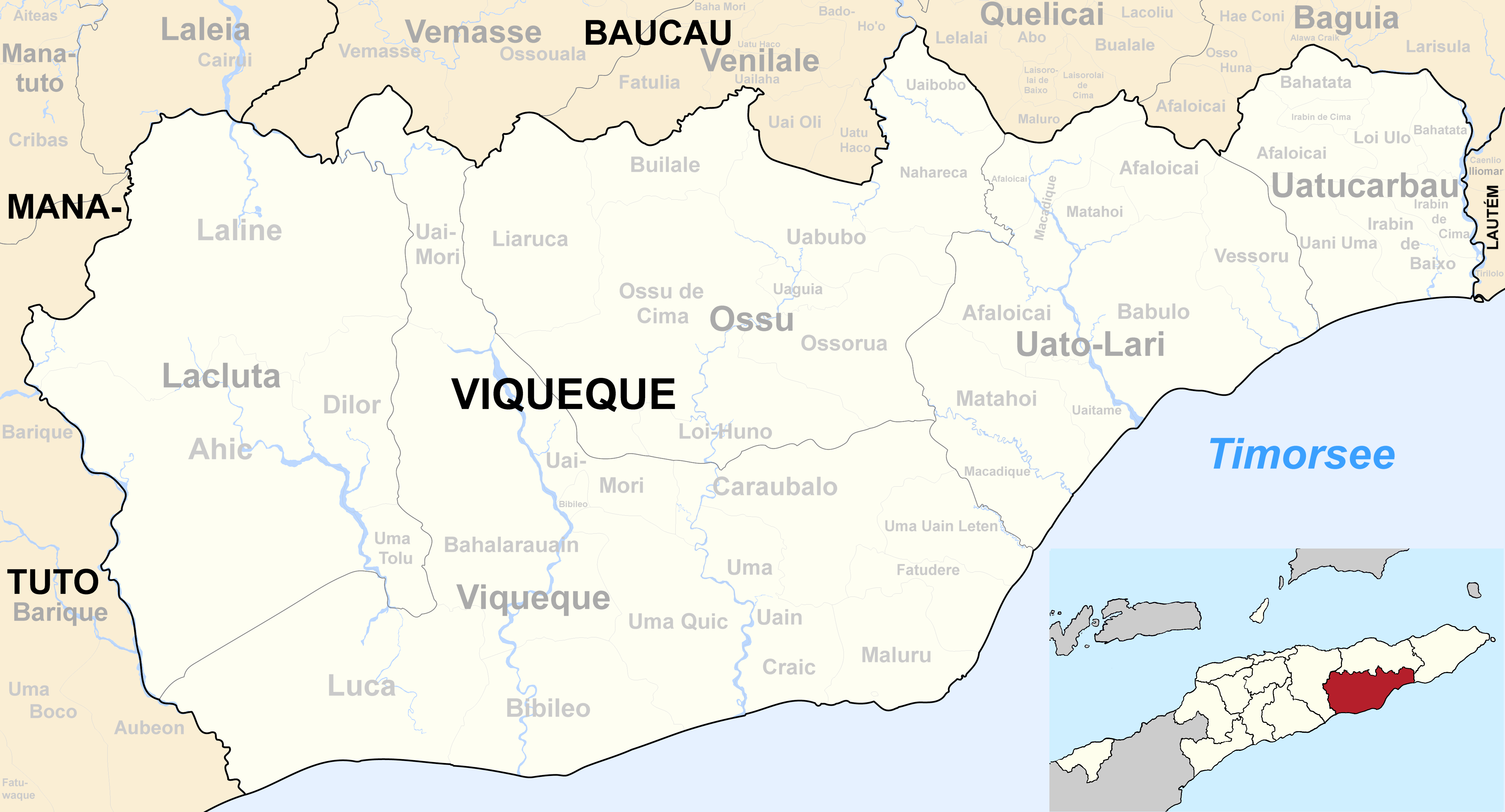
Subdivisions de municipalité

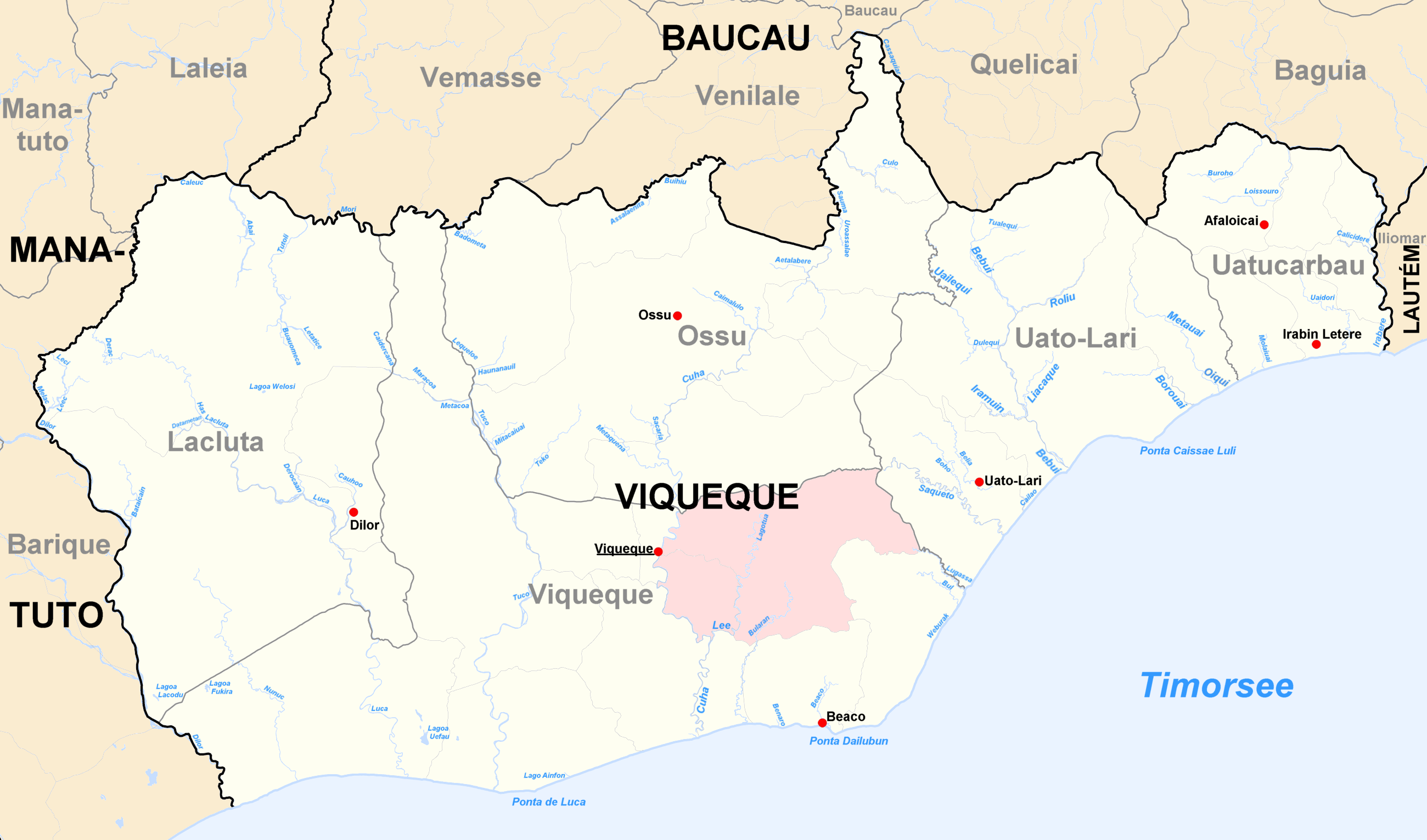
Villes et rivières de municipalité (Frontiéres avant 2015)

- Lacluta ;
- Ossu ;
- Uatolari ;
- Uato Carabau ;
- Viqueque.